# Leptochilus linsenmaieri
Leptochilus linsenmaieri är en stekelart som beskrevs av Gusenleitner 1971. Leptochilus linsenmaieri ingår i släktet Leptochilus och familjen Eumenidae. Inga underarter finns listade i Catalogue of Life.